# Xochipilli (cràter)
Xochipilli és un cràter sobre la superfície del planeta nan Ceres, situat amb el sistema de coordenades planetocèntriques a 58 ° de latitud nord i 95.55 ° de longitud est. Fa un diàmetre de 22.7 km. El nom va ser fet oficial per la UAI el 16 de setembre del 2016 i fa referència a Xochipilli, déu de la fertilitat, associat al blat de moro i a les flors, patró de la música i la dansa de la mitologia asteca.